# سفارت اندونزی در مادرید
سفارت اندونزی در مادرید (به اسپانیایی: Embassy of Indonesia) یک منطقهٔ مسکونی و نمایندگی سیاسی این کشور در اسپانیا است که در مادرید واقع شده‌است.